# Ламбер ле Тор
Ламбер ле Тор (фр. Lambert le Tort, иногда Lambert le Court, в старо-французском написании Lamberz li Tors) — французский средневековый поэт, трувер.
Ламбер был клерком, жившим в XII веке в Шатодёне. О нём известно очень мало. Ламбер написал около 1170 года поэму об Александре Македонском. Подлинный текст поэмы не сохранился, однако она стала одним из источников наиболее известного французского средневекового эпоса об Александре, принадлежащего Александру Парижскому.